# پیوه تزینو
پیوه تزینو (به ایتالیایی: Pieve Tesino) یک کومونه در ایتالیا است که در ترنتینو واقع شده‌است. پیوه تزینو ۷۳٫۵ کیلومتر مربع مساحت و ۷۴۳ نفر جمعیت دارد.